# Helichrysum melitense
Helichrysum melitense là một loài thực vật có hoa trong họ Cúc. Loài này được (Pignatti) Brullo & al. mô tả khoa học đầu tiên năm 1988.